# Romell Quioto
Romell Samir Quioto Robinson (Balfate, Colón, Honduras; 9 de agosto de 1991) es un futbolista hondureño, juega como extremo o volante ofensivo y actualmente milita en el Al-Najma S. C. de la Liga Profesional Saudí.

## Trayectoria

### Inicios en Vida (2012)
Su debut en la primera división del fútbol hondureño se produjo el 6 de febrero de 2010, bajo la dirección técnica de Carlos Martínez, en la tercera fecha del Torneo Clausura de ese año, con 18 años de edad y en condición de visitante frente a Platense, en un encuentro jugado en el Estadio Excelsior. El compromiso terminó con empate de 1-1. El 6 de marzo de 2010 marcó su primer gol profesional, al minuto 16 de un partido válido por la octava fecha del torneo, disputado contra Real Juventud en el Estadio Ceibeño y el cual finalizó con una victoria de 4-1 a favor del cuadro de La Ceiba. El 17 de abril de 2010, durante la última fecha del torneo, volvió a convertir una anotación en un partido de local ante Marathón que finalizó con empate de 2-2; Quioto abrió el marcador al minuto 4. El Vida consiguió la clasificación a las semifinales del torneo, luego de terminar en la tercera posición del torneo regular con 28 puntos. En esa instancia se enfrentó a Olimpia, club que había alcanzado el segundo lugar de la tabla de posiciones. Tras conseguir un empate de 2-2 en el partido de ida jugado el 24 de abril de 2010 y otro de 1-1 en el juego de vuelta disputado tres días después, el club ceibeño quedó eliminado con marcador global de 3-3; Olimpia avanzó a la final por mejor posición en la fase regular. En total, jugó 9 partidos y anotó un gol en su primer campeonato.
Durante el Torneo Apertura de 2010, Quioto continuó obteniendo regularidad con los cocoteros. En ese torneo debutó como titular en la primera fecha, disputada el 7 de agosto de 2010, en un encuentro de local contra Real España que finalizó con derrota de 3-1. Quioto convirtió el primer gol del partido al minuto 11. Cuando finalizó la fase regular, el Vida se posicionó en el quinto puesto de la tabla de posiciones, quedando eliminado de la instancia de semifinales. En el Torneo Clausura de 2011, con una aceptable actuación de Quioto, el Vida finalizó la fase regular en el tercer lugar con 26 puntos. En las semifinales enfrentaron a Motagua, contra quienes ganaron el partido de ida por 1-0, pero cayeron eliminados tras perder dramáticamente el encuentro de vuelta por 3-2; Motagua avanzó a la final por mejor posición en la fase regular. Su figura comenzó a resaltar a partir del Torneo Apertura de 2011, en el que marcó su primer gol el 3 de septiembre de 2011 contra Necaxa por la quinta fecha de la fase regular, dándole la victoria de 1-0 a su equipo. El 15 de octubre de 2011 anotó su segundo gol de ese torneo en el Clásico ceibeño contra Victoria, el cual finalizó con empate de 1-1; válido por la decimosegunda fecha. Marcó su tercer gol en ese torneo el 19 de noviembre de 2011, en el empate de 1-1 contra Atlético Choloma por la última fecha de la fase regular. En el Torneo Clausura de 2012 marcó cinco goles, incluido el primer doblete de su carrera profesional, efectuado el 28 de enero de 2012 durante la goleada de local por 4-0 contra Real España.

### Cesión a Wisła Cracovia (2012)
El 6 de junio de 2012, el Wisła Cracovia confirmó su traspaso en condición de cedido por una temporada. Su debut lo realizó el 11 de agosto de 2012 por la Copa de Polonia, en un encuentro contra Luboński 1943 que finalizó con victoria de 5-0, ingresó al terreno de juego en el minuto 57 en sustitución de Daniel Sikorski y contribuyó con dos asistencias de gol. Una semana después, el 19 de agosto de 2012, realizó su debut por la primera fecha de la Ekstraklasa 2012-13 en el Estadio Henryk Reyman, en un encuentro contra GKS Bełchatów que terminó con triunfo de 2-1, nuevamente ingresó desde el banquillo de suplentes en reemplazo de Sikorski al minuto 61. El 25 de agosto de 2012, durante el empate de 1-1 visitando a Podbeskidzie, válido por la segunda fecha, jugó su primer partido como titular, pero salió sustituido por Andraž Kirm al minuto 72.
El 5 de enero de 2013, a mitad de temporada y luego de 11 partidos jugados en total —entre Liga y Copa—, se anunció que abandonaría el club tras una serie de desavenencias entre el Wisła Cracovia y el Vida, club dueño de su pase.

### Regreso a Vida (2013)
El 6 de enero de 2013 regresó a la disciplina del Vida para encarar el Torneo Clausura de 2013 bajo el mando del técnico Jorge Ernesto Pineda. En ese torneo debutó el 8 de febrero de 2013 en la derrota de 4-1 en condición de visitante ante Atlético Choloma, por la quinta fecha, jugando los 90 minutos del partido. Luego de una seguidilla de partidos como titular, el 9 de marzo de 2013 anotó el primer gol de los rojos durante el triunfo de 3-1 sobre Victoria, en la disputa del segundo «clásico ceibeño» del año, válido por la duodécima fecha del torneo. Volvería a anotar el 13 de abril de 2013 en la fecha 17 durante el empate de 3-3 con Marathón en La Ceiba. En la tabla de posiciones finalizaron en la séptima posición, sin la opción de acceder a la fase de Play-offs de ese torneo. Quioto, por su parte, participó en 13 encuentros y anotó dos goles. 
Previo al inicio del Torneo Apertura de 2013 contó con una oferta económica de Motagua, sin embargo, el club la declinó y el jugador se mantuvo en la institución ese semestre. Durante ese torneo, el «El Romántico» retomaría el protagonismo que había alcanzado años atrás con los cocoteros, convirtiéndose en una pieza inamovible en el esquema técnico de su entrenador, llegando a jugar 16 partidos de 18 posibles. Asimismo, con 6 anotaciones conseguidas, se posicionó como el segundo máximo goleador del club, por debajo de Rubilio Castillo (12), quien además se consagró campeón de goleo del fútbol hondureño ese semestre. Por otra parte, aunado a problemas económicos que desembocaron en las ventas de Quioto y Castillo, el club de La Ceiba finalizó en el preocupante octavo lugar de la tabla de posiciones con 23 puntos, únicamente por encima de Motagua (9.ª posición) y Marathón (10.ª posición).

### Olimpia (2014-2016)
El 30 de noviembre de 2013, fichó por el Olimpia, que adquirió el 80% de su ficha. Debutó el 12 de enero de 2014, durante la primera jornada del Torneo Clausura 2014, en un juego disputado contra Real Sociedad en el Estadio Tiburcio Carías Andino que finalizó con empate de 1 a 1. Convertiría su primera anotación con el club albo el 26 de enero de 2014, durante un clásico contra Real España como local, en el cual Olimpia se adjudicó la victoria con marcador de 2 a 0. Durante ese mismo torneo consiguió su primer título de la Liga Nacional de Honduras, derrotando en la final al Marathón.

### Houston Dynamo (2017-2019)
El 23 de diciembre de 2016 se confirmó su traspaso al Houston Dynamo. El 4 de marzo de 2017, durante su debut en la Major League Soccer, anotó su primer gol para el club en la victoria de 3-1 sobre Seattle Sounders. Volvió a anotar y convirtió su primera asistencia el 6 de mayo de 2017 en el triunfo de 4-0 sobre Orlando City. Esa temporada, Quioto ayudó al Houston Dynamo a clasificarse a los Play-offs, logro que no se conseguía desde la temporada 2013. Tras dejar en el camino a Sporting Kansas City y Portland Timbers, el club alcanzaría la final de la Conferencia Oeste, instancia en la que se enfrentaron a Seattle Sounders. En el juego de ida, disputado el 21 de noviembre de 2017 en Houston, perdieron por 2-0, mientras que en la vuelta, jugada el 30 de noviembre de 2017 en Seattle, volvieron a caer derrotados, en esa ocasión por 3-0 (global de 5-0).

### CF Montréal (2020-2023)
El 20 de noviembre de 2019 fue anunciado por el Montreal Impact como su primer refuerzo de cara a la temporada 2020 por un valor estimado en 1.2 millones de euros.

### Al-Arabi (2024-)
El 7 de febrero de 2024, tras siete temporadas continuas en la Major League Soccer, se anunció su fichaje por el Al-Arabi del fútbol saudí.

## Selección nacional

### Selección olímpica
El 25 de julio de 2016 se anunció su convocatoria a la selección olímpica de Honduras para disputar los Juegos Olímpicos de Río 2016. Participó en los Juegos, en los que la selección olímpica quedó en el cuarto lugar, después de que cayó ante Brasil en el partido por el tercer puesto.

#### Participaciones en Juegos Olímpicos
| Juegos Olímpicos             | Sede   | Resultado    | Part. | Goles |
| ---------------------------- | ------ | ------------ | ----- | ----- |
| Juegos Olímpicos de Río 2016 | Brasil | Cuarto lugar | 6     | 1     |

### Selección absoluta

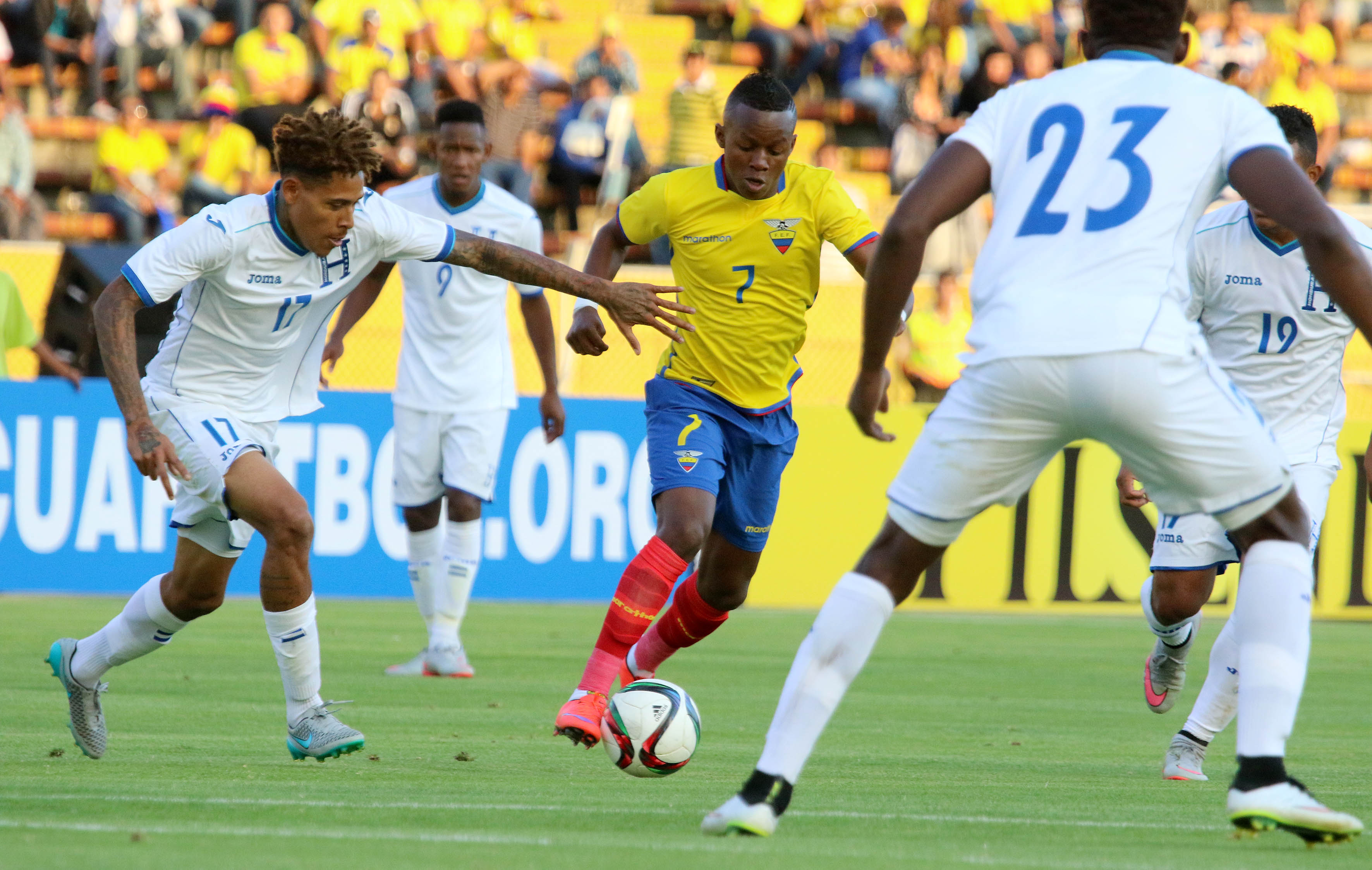
Quioto (al fondo) durante un partido contra Ecuador.

Romell Quioto ha sido internacional con la selección de fútbol de Honduras en veintiún ocasiones. Hizo su debut oficial el 29 de febrero de 2012 durante un partido amistoso en Guayaquil frente a la Selección de Ecuador, el cual terminó 2 a 0 a favor de los ecuatorianos.
Luego, el 26 de febrero de 2014 fue nuevamente convocado por Luis Fernando Suárez (como preparación para la Copa Mundial de Fútbol de 2014) para el partido amistoso del 5 de marzo contra la selección de Venezuela en San Pedro Sula.
El 29 de agosto de 2014 se anunció que Quioto había sido convocado para disputar la Copa Centroamericana 2014 con Honduras.

#### Participaciones en Eliminatorias Mundialistas
| Eliminatoria                      | Sede     | Resultado    | Part. | Goles |
| --------------------------------- | -------- | ------------ | ----- | ----- |
| Eliminatorias Concacaf Rusia 2018 | Concacaf | No clasificó | 15    | 6     |
| Eliminatorias Concacaf Catar 2022 | Concacaf | No clasificó | 8     | 1     |

#### Participaciones en Copa de Oro
| Copa de Oro      | Sede                                  | Resultado        | Part. | Goles |
| ---------------- | ------------------------------------- | ---------------- | ----- | ----- |
| Copa de Oro 2015 | Canadá · Estados Unidos               | Fase de grupos   | 2     | 0     |
| Copa de Oro 2017 | Estados Unidos                        | Cuartos de final | 4     | 0     |
| Copa de Oro 2019 | Costa Rica · Estados Unidos · Jamaica | Fase de grupos   | 2     | 0     |
| Copa de Oro 2021 | Estados Unidos                        | Cuartos de final | 3     | 3     |

#### Goles internacionales
| #   | Fecha                   | Lugar                                                    | Rival                  | Goles | Resultado | Competición                       |
| --- | ----------------------- | -------------------------------------------------------- | ---------------------- | ----- | --------- | --------------------------------- |
| 1.  | 10 de febrero de 2016   | Estadio Mateo Flores, Ciudad de Guatemala, Guatemala     | Guatemala              | 1-0   | 1–3       | Amistoso                          |
| 2.  | 29 de marzo de 2016     | Estadio Olímpico Metropolitano, San Pedro Sula, Honduras | El Salvador            | 2-0   | 2–0       | Eliminatorias Concacaf Rusia 2018 |
| 3.  | 2 de septiembre de 2016 | Estadio Olímpico Metropolitano, San Pedro Sula, Honduras | Canadá                 | 2-1   | 2–1       | Eliminatorias Concacaf Rusia 2018 |
| 4.  | 15 de noviembre de 2016 | Estadio Olímpico Metropolitano, San Pedro Sula, Honduras | Trinidad y Tobago      | 3-1   | 3–1       | Eliminatorias Concacaf Rusia 2018 |
| 5.  | 13 de junio de 2017     | Estadio Rommel Fernández, Ciudad de Panamá, Panamá       | Panamá                 | 1-0   | 2–2       | Eliminatorias Concacaf Rusia 2018 |
| 6.  | 6 de septiembre de 2017 | Estadio Olímpico Metropolitano, San Pedro Sula, Honduras | Estados Unidos         | 1-0   | 1–0       | Eliminatorias Concacaf Rusia 2018 |
| 7.  | 10 de octubre de 2017   | Estadio Olímpico Metropolitano, San Pedro Sula, Honduras | México                 | 3-2   | 3–2       | Eliminatorias Concacaf Rusia 2018 |
| 8.  | 11 de octubre de 2018   | Estadio Olímpico Lluís Companys, Barcelona, España       | Emiratos Árabes Unidos | 1-0   | 1–1       | Amistoso                          |
| 9.  | 13 de julio de 2021     | PNC Stadium, Houston, Estados Unidos                     | Granada                | 4-0   | 4–0       | Copa de Oro 2021                  |
| 10. | 17 de julio de 2021     | PNC Stadium, Houston, Estados Unidos                     | Panamá                 | 1-0   | 3–2       | Copa de Oro 2021                  |
| 11. | 17 de julio de 2021     | PNC Stadium, Houston, Estados Unidos                     | Panamá                 | 3-2   | 3–2       | Copa de Oro 2021                  |
| 12. | 16 de noviembre de 2021 | Estadio Nacional, San José, Costa Rica                   | Costa Rica             | 1-1   | 1–2       | Eliminatorias Concacaf Catar 2022 |
| 13. | 6 de junio de 2022      | Estadio Olímpico Metropolitano, San Pedro Sula, Honduras | Curazao                | 1-2   | 1–2       | Liga de Naciones 2022-23          |

#### Partidos internacionales
| 1.    | 29 de febrero de 2012   | Estadio George Capwell, Guayaquil, Ecuador                           | Ecuador                | 2–0 | Honduras          |                   | Amistoso                        |
| 2.    | 5 de marzo de 2014      | Estadio Olímpico Metropolitano, San Pedro Sula, Honduras             | Honduras               | 2–1 | Venezuela         |                   | Amistoso                        |
| 3.    | 3 de septiembre de 2014 | Robert F. Kennedy Memorial Stadium, Washington D. C., Estados Unidos | Honduras               | 2–0 | Belice            |                   | Copa Centroamericana 2014       |
| 4.    | 7 de septiembre de 2014 | Cotton Bowl Stadium, Dallas, Estados Unidos                          | Honduras               | 0–1 | El Salvador       |                   | Copa Centroamericana 2014       |
| 5.    | 9 de octubre de 2014    | Estadio Víctor Manuel Reyna, Tuxtla Gutiérrez, México                | México                 | 2–0 | Honduras          |                   | Amistoso                        |
| 6.    | 14 de octubre de 2014   | FAU Stadium, Boca Ratón, Estados Unidos                              | Estados Unidos         | 1–1 | Honduras          |                   | Amistoso                        |
| 7.    | 14 de noviembre de 2014 | Estadio Toyota, Toyota, Japón                                        | Japón                  | 6–0 | Honduras          |                   | Amistoso                        |
| 8.    | 18 de noviembre de 2014 | Estadio Shaanxi Province, Toyota, China                              | China                  | 0–0 | Honduras          |                   | Amistoso                        |
| 9.    | 4 de febrero de 2015    | Estadio Olímpico Metropolitano, San Pedro Sula, Honduras             | Honduras               | 2–3 | Venezuela         |                   | Amistoso                        |
| 10.   | 11 de febrero de 2015   | Estadio Agustín Tovar, Barinas, Venezuela                            | Venezuela              | 2–1 | Honduras          |                   | Amistoso                        |
| 11.   | 1 de julio de 2015      | Estadio NRG, Houston, Estados Unidos                                 | México                 | 0–0 | Honduras          |                   | Amistoso                        |
| 12.   | 7 de julio de 2015      | Estadio Toyota, Dallas, Estados Unidos                               | Estados Unidos         | 2–1 | Honduras          |                   | Copa de Oro 2015                |
| 13.   | 8 de septiembre de 2015 | Gillette Stadium, Foxborough, Estados Unidos                         | Honduras               | 1–1 | Panamá            |                   | Copa de Oro 2015                |
| 14.   | 8 de septiembre de 2015 | Estadio Olímpico Atahualpa, Quito, Ecuador                           | Ecuador                | 2–0 | Honduras          |                   | Amistoso                        |
| 15.   | 13 de noviembre de 2015 | BC Place, Vancouver, Canadá                                          | Canadá                 | 1–0 | Honduras          |                   | Eliminatoria Mundialista 2018   |
| 16.   | 16 de diciembre de 2015 | Estadio Juan Ramón Brevé Vargas, Juticalpa, Honduras                 | Honduras               | 2–0 | Cuba              |                   | Amistoso                        |
| 17.   | 27 de enero de 2016     | Estadio Nacional, Managua, Nicaragua                                 | Nicaragua              | 1–3 | Honduras          |                   | Amistoso                        |
| 18.   | 10 de febrero de 2016   | Estadio Doroteo Guamuch Flores, Ciudad de Guatemala, Guatemala       | Guatemala              | 3–1 | Honduras          | Anotado           | Amistoso                        |
| 19.   | 29 de marzo de 2016     | Estadio Olímpico Metropolitano, San Pedro Sula, Honduras             | Honduras               | 2–0 | El Salvador       | Anotado           | Eliminatoria Mundialista 2018   |
| 20.   | 27 de mayo de 2016      | Estadio San Juan del Bicentenario, San Juan, Argentina               | Argentina              | 1–0 | Honduras          |                   | Amistoso                        |
| 21.   | 24 de agosto de 2016    | Estadio Olímpico Metropolitano, San Pedro Sula, Honduras             | Honduras               | 1–0 | Honduras          |                   | Amistoso                        |
| 22.   | 2 de septiembre de 2016 | Estadio Olímpico Metropolitano, San Pedro Sula, Honduras             | Honduras               | 2–1 | Canadá            | Anotado           | Eliminatoria Mundialista 2018   |
| 23.   | 6 de septiembre de 2016 | Estadio Azteca, Ciudad de México, México                             | México                 | 0–0 | Honduras          |                   | Eliminatoria Mundialista 2018   |
| 24.   | 8 de octubre de 2016    | FFB Field, Belmopán, Belice                                          | Belice                 | 1–2 | Honduras          |                   | Amistoso                        |
| 25.   | 3 de noviembre de 2016  | Estadio Olímpico Metropolitano, San Pedro Sula, Honduras             | Honduras               | 5–0 | Belice            |                   | Amistoso                        |
| 26.   | 11 de noviembre de 2016 | Estadio Olímpico Metropolitano, San Pedro Sula, Honduras             | Honduras               | 0–1 | Panamá            |                   | Eliminatoria Mundialista 2018   |
| 27.   | 15 de noviembre de 2016 | Estadio Olímpico Metropolitano, San Pedro Sula, Honduras             | Honduras               | 3–1 | Trinidad y Tobago | Anotado           | Eliminatoria Mundialista 2018   |
| 28.   | 24 de marzo de 2017     | Avaya Stadium, San José, Estados Unidos                              | Estados Unidos         | 6–0 | Honduras          |                   | Eliminatoria Mundialista 2018   |
| 29.   | 8 de junio de 2017      | Estadio Azteca, Ciudad de México, México                             | México                 | 3–0 | Honduras          |                   | Eliminatoria Mundialista 2018   |
| 30.   | 13 de junio de 2017     | Estadio Rommel Fernández, Ciudad de Panamá, Panamá                   | Panamá                 | 2–2 | Honduras          | Anotado           | Eliminatoria Mundialista 2018   |
| 31.   | 7 de julio de 2017      | Red Bull Arena, Harrison, Estados Unidos                             | Honduras               | 0–1 | Costa Rica        |                   | Copa de Oro 2017                |
| 32.   | 11 de julio de 2017     | PNC Stadium, Houston, Estados Unidos                                 | Honduras               | 3–0 | Guayana Francesa  |                   | Copa de Oro 2017                |
| 33.   | 14 de julio de 2017     | Estadio Toyota, Dallas, Estados Unidos                               | Canadá                 | 0–0 | Honduras          |                   | Copa de Oro 2017                |
| 34.   | 20 de julio de 2017     | State Farm Stadium, Phoenix, Estados Unidos                          | México                 | 1–0 | Honduras          |                   | Copa de Oro 2017                |
| 35.   | 1 de septiembre de 2017 | Estadio Ato Boldon, Couva, Trinidad y Tobago                         | Trinidad y Tobago      | 1–2 | Honduras          |                   | Eliminatoria Mundialista 2018   |
| 36.   | 5 de septiembre de 2017 | Estadio Olímpico Metropolitano, San Pedro Sula, Honduras             | Honduras               | 1–1 | Estados Unidos    | Anotado           | Eliminatoria Mundialista 2018   |
| 37.   | 6 de octubre de 2017    | Estadio Nacional, San José, Costa Rica                               | Costa Rica             | 1–1 | Honduras          |                   | Eliminatoria Mundialista 2018   |
| 38.   | 10 de octubre de 2017   | Estadio Olímpico Metropolitano, San Pedro Sula, Honduras             | Honduras               | 3–2 | México            | Anotado           | Eliminatoria Mundialista 2018   |
| 39.   | 10 de noviembre de 2017 | Estadio Olímpico Metropolitano, San Pedro Sula, Honduras             | Honduras               | 0–0 | Australia         |                   | Repechaje Intercontinental 2018 |
| 40.   | 15 de noviembre de 2017 | ANZ Stadium, Sídney, Australia                                       | Australia              | 3–1 | Honduras          |                   | Repechaje Intercontinental 2018 |
| 41.   | 11 de octubre de 2018   | Estadio Olímpico Lluís Companys, Barcelona, España                   | Emiratos Árabes Unidos | 1–1 | Honduras          | Anotado           | Amistoso                        |
| 42.   | 16 de noviembre de 2018 | Estadio Nacional, Tegucigalpa, Honduras                              | Honduras               | 1–0 | Panamá            |                   | Amistoso                        |
| 43.   | 20 de noviembre de 2018 | Estadio Germán Becker, Temuco, Chile                                 | Chile                  | 4–1 | Honduras          |                   | Amistoso                        |
| 44.   | 5 de junio de 2019      | Estadio Antonio Aranda, Ciudad del Este, Paraguay                    | Paraguay               | 1–1 | Honduras          |                   | Amistoso                        |
| 45.   | 9 de junio de 2019      | Estadio Beira-Rio, Porto Alegre, Brasil                              | Brasil                 | 7–0 | Honduras          |                   | Amistoso                        |
| 46.   | 17 de junio de 2019     | Independence Park, Kingston, Jamaica                                 | Jamaica                | 3–2 | Honduras          |                   | Copa de Oro 2019                |
| 47.   | 26 de junio de 2019     | Banc of California Stadium, Los Ángeles, Estados Unidos              | Honduras               | 4–0 | El Salvador       |                   | Copa de Oro 2019                |
| 48.   | 13 de julio de 2021     | PNC Stadium, Houston, Estados Unidos                                 | Honduras               | 4–0 | Granada           | Anotado           | Copa de Oro 2021                |
| 49.   | 17 de julio de 2021     | PNC Stadium, Houston, Estados Unidos                                 | Panamá                 | 2–3 | Honduras          | Anotado · Anotado | Copa de Oro 2021                |
| 50.   | 21 de julio de 2021     | PNC Stadium, Houston, Estados Unidos                                 | Honduras               | 0–2 | Catar             |                   | Copa de Oro 2021                |
| 51.   | 2 de septiembre de 2021 | BMO Field, Toronto, Canadá                                           | Canadá                 | 1–1 | Honduras          |                   | Eliminatoria Mundialista 2022   |
| 52.   | 5 de septiembre de 2021 | Estadio Cuscatlán, San Salvador, El Salvador                         | El Salvador            | 0–0 | Honduras          |                   | Eliminatoria Mundialista 2022   |
| 53.   | 8 de septiembre de 2021 | Estadio Olímpico Metropolitano, San Pedro Sula, Honduras             | Honduras               | 1–4 | Estados Unidos    |                   | Eliminatoria Mundialista 2022   |
| 54.   | 16 de noviembre de 2021 | Estadio Nacional, San José, Costa Rica                               | Costa Rica             | 2–1 | Honduras          | Anotado           | Eliminatoria Mundialista 2022   |
| 55.   | 27 de enero de 2022     | Estadio Olímpico Metropolitano, San Pedro Sula, Honduras             | Honduras               | 0–2 | Canadá            |                   | Eliminatoria Mundialista 2022   |
| 56.   | 30 de enero de 2022     | Estadio Olímpico Metropolitano, San Pedro Sula, Honduras             | Honduras               | 0–2 | El Salvador       |                   | Eliminatoria Mundialista 2022   |
| 57.   | 2 de febrero de 2022    | Allianz Field, Saint Paul, Estados Unidos                            | Estados Unidos         | 3–0 | Honduras          |                   | Eliminatoria Mundialista 2022   |
| 58.   | 24 de marzo de 2022     | Estadio Rommel Fernández, Ciudad de Panamá, Panamá                   | Panamá                 | 1–1 | Honduras          |                   | Eliminatoria Mundialista 2022   |
| 59.   | 3 de junio de 2022      | Estadio Ergilio Hato, Willemstad, Curacao                            | Curazao                | 0–1 | Honduras          |                   | Liga de Naciones 2022-23        |
| 60.   | 6 de junio de 2022      | Estadio Olímpico Metropolitano, San Pedro Sula, Honduras             | Honduras               | 1–2 | Curazao           | Anotado           | Liga de Naciones 2022-23        |
| 61.   | 13 de junio de 2022     | Estadio Olímpico Metropolitano, San Pedro Sula, Honduras             | Honduras               | 2–1 | Canadá            |                   | Liga de Naciones 2022-23        |
| Total | Total                   | Total                                                                | Presencias             | 61  | Goles             | 13                |                                 |

## Estadísticas

### Clubes
| Club | Div.                | Temporada           | Liga  | Liga  | Copas nacionales(1) | Copas nacionales(1) | Copas internacionales(2) | Copas internacionales(2) | Total | Total | Media goleadora(3) |
| Club | Div.                | Temporada           | Part. | Goles | Part.               | Goles               | Part.                    | Goles                    | Part. | Goles | Media goleadora(3) |
| --- | ------------------- | ------------------- | ----- | ----- | ------------------- | ------------------- | ------------------------ | ------------------------ | ----- | ----- | ------------------ |
| C. D. S. Vida Honduras | 1.ª                 | 2009-10             | 9     | 2     | —                   | —                   | —                        | —                        | 9     | 2     | 0.22               |
| C. D. S. Vida Honduras | 1.ª                 | 2010-11             | 15    | 1     | —                   | —                   | —                        | —                        | 15    | 1     | 0.07               |
| C. D. S. Vida Honduras | 1.ª                 | 2011-12             | 23    | 8     | —                   | —                   | —                        | —                        | 23    | 8     | 0.35               |
| C. D. S. Vida Honduras | Total               | Total               | 47    | 11    | 0                   | 0                   | 0                        | 0                        | 47    | 11    | 0.23               |
| Wisła Cracovia · Polonia | 1.ª                 | 2012-13             | 10    | 0     | 2                   | 0                   | —                        | —                        | 12    | 0     | 0                  |
| Wisła Cracovia · Polonia | Total               | Total               | 10    | 0     | 2                   | 0                   | 0                        | 0                        | 12    | 0     | 0                  |
| C. D. S. Vida Honduras | 1.ª                 | 2012-13             | 13    | 2     | —                   | —                   | —                        | —                        | 13    | 2     | 0.15               |
| C. D. S. Vida Honduras | 1.ª                 | 2013-14             | 16    | 6     | —                   | —                   | —                        | —                        | 16    | 6     | 0.38               |
| C. D. S. Vida Honduras | Total               | Total               | 29    | 8     | 0                   | 0                   | 0                        | 0                        | 29    | 8     | 0.28               |
| C. D. Olimpia Honduras | 1.ª                 | 2013-14             | 19    | 5     | —                   | —                   | —                        | —                        | 19    | 5     | 0.26               |
| C. D. Olimpia Honduras | 1.ª                 | 2014-15             | 35    | 17    | —                   | —                   | 5                        | 2                        | 40    | 19    | 0.48               |
| C. D. Olimpia Honduras | 1.ª                 | 2015-16             | 30    | 9     | —                   | —                   | 3                        | 0                        | 33    | 9     | 0.27               |
| C. D. Olimpia Honduras | 1.ª                 | 2016-17             | 12    | 7     | —                   | —                   | 2                        | 2                        | 14    | 9     | 0.64               |
| C. D. Olimpia Honduras | Total               | Total               | 96    | 38    | 0                   | 0                   | 10                       | 4                        | 106   | 42    | 0.4                |
| Houston Dynamo Estados Unidos | 1.ª                 | 2017                | 26    | 7     | —                   | —                   | —                        | —                        | 26    | 7     | 0.27               |
| Houston Dynamo Estados Unidos | 1.ª                 | 2018                | 32    | 6     | 4                   | 2                   | —                        | —                        | 36    | 8     | 0.22               |
| Houston Dynamo Estados Unidos | 1.ª                 | 2019                | 18    | 2     | —                   | —                   | 4                        | 0                        | 22    | 2     | 0.09               |
| Houston Dynamo Estados Unidos | Total               | Total               | 76    | 15    | 4                   | 2                   | 4                        | 0                        | 84    | 17    | 0.2                |
| C. F. Montréal · Canadá | 1.ª                 | 2020                | 21    | 9     | —                   | —                   | 4                        | 1                        | 25    | 10    | 0.4                |
| C. F. Montréal · Canadá | 1.ª                 | 2021                | 19    | 8     | 1                   | 1                   | —                        | —                        | 20    | 9     | 0.45               |
| C. F. Montréal · Canadá | 1.ª                 | 2022                | 31    | 15    | 1                   | 0                   | 3                        | 1                        | 35    | 16    | 0.39               |
| C. F. Montréal · Canadá | 1.ª                 | 2023                | 10    | 3     | 1                   | 0                   | —                        | —                        | 11    | 3     | 0.27               |
| C. F. Montréal · Canadá | Total               | Total               | 81    | 35    | 3                   | 1                   | 7                        | 2                        | 91    | 38    | 0.42               |
| Al-Arabi S. C. Arabia Saudita | 2.ª                 | 2023-24             | 13    | 10    | —                   | —                   | —                        | —                        | 13    | 10    | 0.77               |
| Al-Arabi S. C. Arabia Saudita | 2.ª                 | 2024-25             | 28    | 13    | 2                   | 2                   | —                        | —                        | 30    | 15    | 0.5                |
| Al-Arabi S. C. Arabia Saudita | Total               | Total               | 41    | 23    | 2                   | 2                   | 0                        | 0                        | 43    | 25    | 0.58               |
| Total en su carrera | Total en su carrera | Total en su carrera | 380   | 130   | 11                  | 5                   | 21                       | 6                        | 412   | 141   | 0.34               |
| (1) Incluye datos de la Copa de Polonia (2012-13), U.S. Open Cup (2018) y Campeonato Canadiense de Fútbol (2021). (2) Incluye datos de la Liga de Campeones de la Concacaf (2014-22). (3) No incluye goles en partidos ni torneos amistosos. |                     |                     |       |       |                     |                     |                          |                          |       |       |                    |

### Selección
| Selección | Temporada           | Amistosos | Amistosos | Concacaf(1) | Concacaf(1) | Mundial(2) | Mundial(2) | Total | Total | Media goleadora |
| Selección | Temporada           | Part.     | Goles     | Part.       | Goles       | Part.      | Goles      | Part. | Goles | Media goleadora |
| --- | ------------------- | --------- | --------- | ----------- | ----------- | ---------- | ---------- | ----- | ----- | --------------- |
| Olímpica Honduras | 2012                | —         | —         | 2           | 1           | —          | —          | 2     | 1     | 0.5             |
| Olímpica Honduras | 2016                | —         | —         | —           | —           | 6          | 1          | 6     | 1     | 0.17            |
| Olímpica Honduras | Total               | 0         | 0         | 2           | 1           | 6          | 1          | 8     | 1     | 0.13            |
| Absoluta Honduras | 2012                | 1         | 0         | —           | —           | —          | —          | 1     | 0     | 0               |
| Absoluta Honduras | 2013                | —         | —         | —           | —           | —          | —          | 0     | 0     | 0               |
| Absoluta Honduras | 2014                | 5         | 0         | 2           | 0           | —          | —          | 7     | 0     | 0               |
| Absoluta Honduras | 2015                | 5         | 0         | 3           | 0           | —          | —          | 8     | 0     | 0               |
| Absoluta Honduras | 2016                | 6         | 1         | 5           | 3           | —          | —          | 11    | 4     | 0.36            |
| Absoluta Honduras | 2017                | —         | —         | 13          | 3           | —          | —          | 13    | 3     | 0.23            |
| Absoluta Honduras | 2018                | 3         | 1         | —           | —           | —          | —          | 3     | 1     | 0.33            |
| Absoluta Honduras | 2019                | 2         | 0         | 2           | 0           | —          | —          | 4     | 0     | 0               |
| Absoluta Honduras | 2020                | —         | —         | —           | —           | —          | —          | 0     | 0     | 0               |
| Absoluta Honduras | 2021                | —         | —         | 7           | 4           | —          | —          | 7     | 4     | 0.57            |
| Absoluta Honduras | 2022                | —         | —         | 5           | 0           | —          | —          | 5     | 0     | 0               |
| Absoluta Honduras | Total               | 22        | 2         | 37          | 10          | 0          | 0          | 59    | 12    | 0.2             |
| Total en su carrera | Total en su carrera | 22        | 2         | 37          | 10          | 0          | 0          | 59    | 12    | 0.2             |
| (1) Incluye datos de Preolímpico (2012), Eliminatoria Mundialista (2015-22), Copa de Oro (2015-21), Copa Centroamericana (2014), Liga de Naciones (2022-23). (2) Incluye datos de Juegos Olímpicos (2016). |                     |           |           |             |             |            |            |       |       |                 |

### Resumen estadístico
|                              | Part. | Goles | Media goleadora |
| ---------------------------- | ----- | ----- | --------------- |
| Liga                         | 310   | 96    | 0.31            |
| Copas nacionales             | 7     | 3     | 0.43            |
| Copas Internacionales        | 21    | 6     | 0.29            |
| Selección de Honduras Sub-23 | 8     | 1     | 0.13            |
| Selección de Honduras        | 61    | 13    | 0.21            |
| Total                        | 407   | 119   | 0.29            |

## Palmarés

### Campeonatos nacionales
| Título           | Club           | País           | Año  |
| ---------------- | -------------- | -------------- | ---- |
| Torneo Clausura  | C. D. Olimpia  | Honduras       | 2014 |
| Copa de Honduras | C. D. Olimpia  | Honduras       | 2015 |
| Torneo Clausura  | C. D. Olimpia  | Honduras       | 2015 |
| Torneo Clausura  | C. D. Olimpia  | Honduras       | 2016 |
| U.S. Open Cup    | Houston Dynamo | Estados Unidos | 2018 |

### Distinciones individuales
| Distinción                                                    | Año  |
| ------------------------------------------------------------- | ---- |
| Equipo Ideal de la Liga de Campeones de la Concacaf (Fecha 5) | 2016 |
| Mejor Jugador Hondureño del Año por El País (Uruguay)         | 2016 |
| Equipo Ideal de la MLS (Fecha 1)                              | 2017 |
| Equipo Ideal de las Eliminatorias Rusia 2018 por Telemundo    | 2017 |
| Equipo Ideal de la MLS (Fecha 8)                              | 2018 |
| MVP del C. F. Montréal                                        | 2020 |